# 安化公司
河南省煤业化工集团安化公司（前稱為安陽化學工業集团有限责任公司），河南煤業化工集團旗下公司，是在1969年以「安陽化肥廠」成立，主要生產化肥品牌，名為「豫珠」。
主要業務生產化肥等化工產品。現任董事長高恒，黨委書記李学录。旗下安阳九天精细化工有限责任公司和安化集团下属的甲醇分公司、气体分公司通过分立化工业务和资产重组并经过外资并购，于2004年底设立的外商独资企业安阳九天化工集团，于2006年5月4日在新加坡证券交易所成功上市。
2009年，和另外3家企業合併，組成河南煤業化工集團。
企业拥有铁路专用线，与安李铁路相连。

## 連結
- 河南省煤业化工集团安化公司
- 河南煤业化工集团：在兼并重组中提升竞争力 中国矿产资源整合律师网（页面存档备份，存于）